# Câmara de retórica

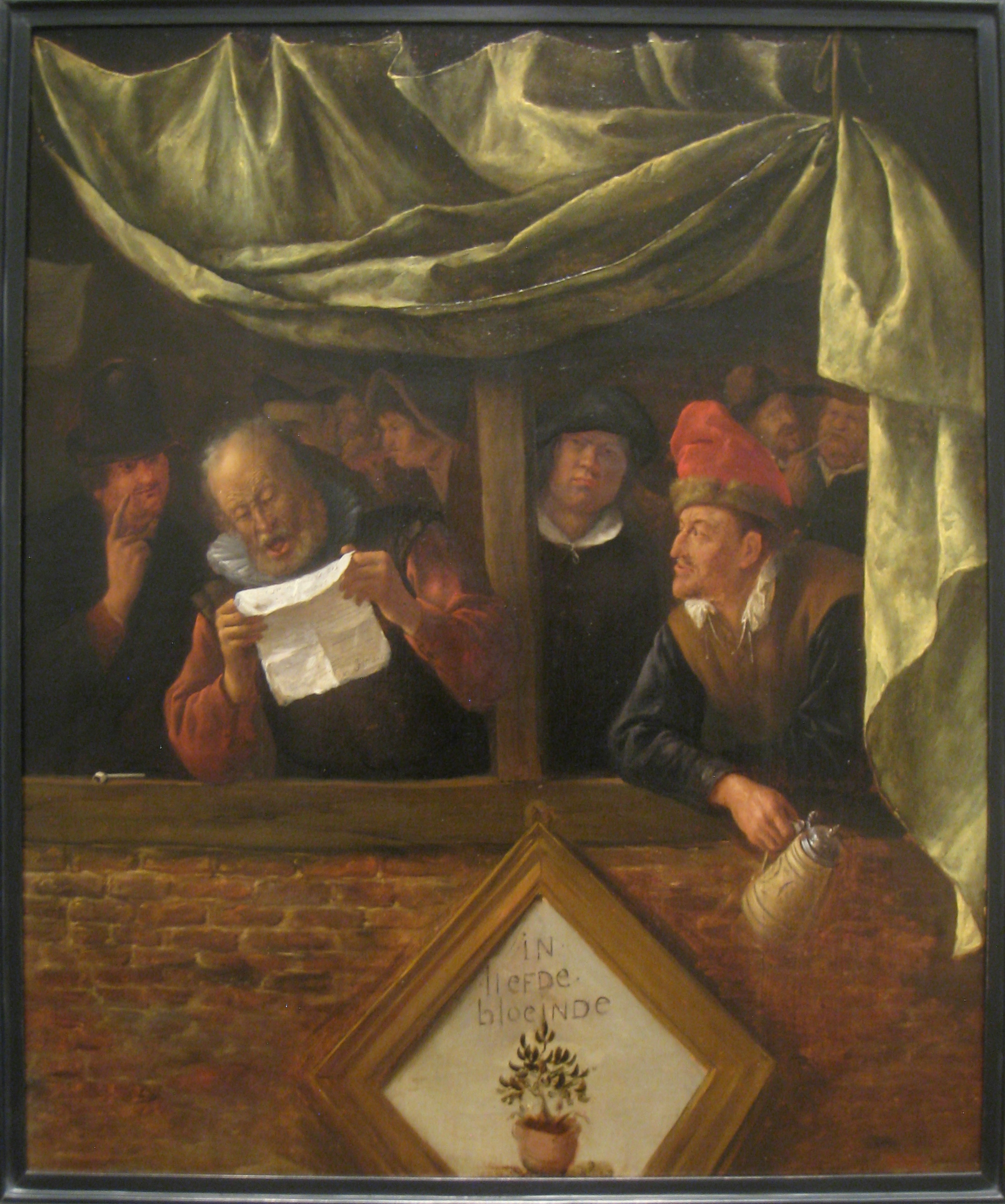
Os Retóricos, cerca de 1655, por Jan Steen. A pintura retrata um rederijker lendo seu poema, enquanto inclina-se sobre o balcão. O blason desta câmara de retórica pode ser vista; neste caso, a sociedade "Egelantier" de Amsterdã, cujo símbolo era uma rosa silvestre (egelantier) e cujo lema era "In Liefde Bloeiend".

Câmaras de retórica (em neerlandês:  rederijkerskamers) eram sociedades dramáticas nos Países Baixos. Seus membros são chamados de Rederijkers (singular – Rederijker), adaptado da palavra francesa 'rhétoricien', e durante o século XV e XVI eram principalmente interessados em dramas e letras. Estas sociedades eram intimamente ligadas aos líderes cívicos locais e suas peças públicas eram uma forma primitiva de relações públicas para a cidade.

## História
As primeiras câmaras de retórica foram fundadas em Flandres por volta do século XV; mais tarde elas floresceram na Holanda, onde eram uma parte importante da cena literária na era de ouro dos Países Baixos, e faziam experimentações com as forma e estrutura poéticas. Muitas cidades neerlandesas patrocinaram uma câmara de retórica, e muitas tiveram mais de uma, que competiam entre si por prêmios durante as competições. O prédio que atualmente abriga o Museu Frans Hals foi construído com os recursos de uma loteria em que as câmaras de retórica de todo o país participaram. A sociedade Haarlem Trou moet Blycken ainda tem muitos dos blazoens que ela recebeu como anfitriã desta loteria.
No início do século XVi, a Antuérpia tinha três sociedades rederijker, a "Violieren", a "Olijftak", e a "Goudbloem", enquanto Bruxelas e Gante tinha cada uma quarto sociedades rederijker. Uma notável fraternidade, semelhante aos rederijker, que começou no século XVII, era a Guilda dos Romanistas na Antuérpia, da qual muitas artistas famosos eram membros.
Uma importante câmara de retórica nos Países Baixos era "De Egelantier" em Amsterdã: Samuel Coster, Gerbrand Adriaensz Bredero, Pieter Corneliszoon Hooft e Roemer Visscher foram todos membros desta sociedade. Durante a Reforma Protestante a sociedade tomou partido dos reformadores contra o governo da cidade e gozou de seu períoso mais florescente apesar de ter recebido pouco financiamento de fontes oficiais.
Porque muitos rederijkers eram considerados amadores, a qualidade literária de seus trabalhos era frequentemente bastante baixa, e no século XVIII algumas cêmaras de retórica eram citadas com desprezo.[carece de fontes?]  Alguns dos trabalhos bem-sucedidos que foi criado pelos Rederijkers inclui a peça Elckerlijc.